# J (linguaggio di programmazione)
Il J è un linguaggio di programmazione sviluppato all'inizio degli anni '90 da Kenneth E. Iverson e Roger Hui, specializzato nella gestione degli array e basato principalmente su APL (anch'esso sviluppato da Iverson).
Per evitare di ripetere il problema dei caratteri speciali di APL, J utilizza solo il set di caratteri di base ASCII, ricorrendo all’uso del punto e dei due punti come flessioni per formare parole brevi simili ai digrammi. La maggior parte di queste parole primarie (o primitive) in J funge da simbolo matematico, con il punto o i due punti che estendono il significato dei caratteri base disponibili. Inoltre, molti caratteri che in altri linguaggi devono spesso essere usati in coppia (come [], {}, "", `` o <>) vengono trattati in J come parole indipendenti o, se flessi, come radici a singolo carattere di parole composte da più caratteri.
J è un linguaggio di programmazione vettoriale molto conciso, particolarmente adatto alla programmazione matematica e statistica, specialmente per le operazioni su matrici. È stato anche utilizzato nell'extreme programming e nell'analisi delle prestazioni di rete.
Come i linguaggi di John Backus FP e FL, J supporta la programmazione a livello di funzione tramite le sue funzionalità di programmazione tacita.
A differenza della maggior parte dei linguaggi che supportano la programmazione orientata agli oggetti, lo schema gerarchico e flessibile degli namespace in J (dove ogni nome esiste in un locale specifico) può essere utilizzato efficacemente come struttura per la programmazione orientata agli oggetti sia basata su classi che basata su prototipi.
Dal marzo 2011, J è un software libero e open-source rilasciato sotto la GNU General Public License versione 3 (GPLv3). È anche possibile acquistare il codice sorgente con una licenza negoziata.